# Diecezja Parintins
Diecezja Parintins (łac. Dioecesis Parintinensis) – diecezja Kościoła rzymskokatolickiego w Brazylii. Należy do metropolii Manaus, wchodzi w skład regionu kościelnego Norte I. Została erygowana przez papieża Piusa XII bullą Ceu boni patrisfamilias w dniu 12 lipca 1955 jako prałatura terytorialna. 30 października 1980 decyzją papieża Jana Pawłą II podniesiona do rangi diecezji. 